# Walter Stoy
Walter Stoy (* 18. Januar 1935 in Würzburg) ist ein deutscher Kfz-Meister und Automobilkaufmann.
Stoy besuchte die Haupt- und Realschule sowie eine Fachschule in der Schweiz. Er machte die Gesellenprüfung im Kfz-Handwerk und legte die Kaufmannsgehilfenprüfung und die Kfz-Meisterprüfung ab. Von 1956 bis 1959 war er nebenamtlich als Lehrkraft an der Berufsschule in Würzburg tätig, in dieser Zeit baute er ein Autohaus auf, welches er auch leitete. Von 1960 an übte er mehrere Ehrenämter im Handwerk aus. 1994 wurde er zum Präsidenten der Handwerkskammer für Unterfranken gewählt. Von 1982 bis 1990 war er Vorsitzender des Berufsbildungsausschusses im Zentralverband des Deutschen Kraftfahrzeuggewerbes, 1990 wurde er dort Bundesinnungsmeister und Vizepräsident. Er gehörte außerdem dem Vorstand im Gesamtverband des Bayerischen Handwerks an, war von 1992 an Präsident des Bayerischen Handwerkstags und saß im Präsidium des Zentralverbandes des Deutschen Handwerks. Von 1994 bis 1999 war er Mitglied des Bayerischen Senats.